# Schwarziana quadripunctata
Schwarziana quadripunctata är en biart som först beskrevs av Amédée Louis Michel Lepeletier 1836.  Schwarziana quadripunctata ingår i släktet Schwarziana och familjen långtungebin. Inga underarter finns listade i Catalogue of Life.